# William Montgomerie

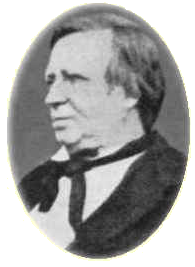
William Montgomerie

William Montgomerie (* 30. März 1797 in Irvine; † 21. März 1856 in Barakpur) war ein schottischer Militärchirurg. Hauptsächlich bekannt ist er durch die Propagierung von Guttapercha, einen Naturstoff, in etwa vergleichbar mit Gummi, jedoch mit anderen Eigenschaften. Diese machen ihn als Dielektrikum zur Kabelisolierung besonders gut geeignet. Damit ließen sich erstmals gut brauchbare Seekabel für die damals aufkommende elektrische Telegrafie herstellen.

## Leben
Geboren im Westen Schottlands in der Council Area North Ayrshire als eines von sieben Kindern von Robert Montgomerie (1761–1813) und dessen Ehefrau Jane (1757–1825), wurde er Militärchirurg und ging nach Singapur.
Im Jahr 1842 fiel ihm mit Guttapercha ein zu der Zeit in Europa unbekannter Stoff auf, der in British Malaya, einer damaligen britischen Kolonie, schon lange bekannt war und dort vielfältig genutzt wurde, beispielsweise als Griffstück für Messer. Er erkannte die Möglichkeit, dieses Material auch für Griffe von chirurgischen Instrumenten zu verwenden und brachte diese für Europa neue Erkenntnis sowie Materialproben mit in seine Heimat. Kurz darauf entdeckte Michael Faraday (1791–1867), dass Guttapercha ein hervorragender Isolator ist und dabei hinreichend plastisch verformbar ist, so dass es nach Ansicht von Charles Wheatstone (1802–1875), die er 1845 äußerte, als ideales Isoliermaterial für Seekabel in Frage kam.
William Montgomerie wurde 58 Jahre alt. Er hatte eine Tochter, Catherine Esther Montgomerie (1824–1838), und einen Sohn William (* 1826).

## Guttapercha

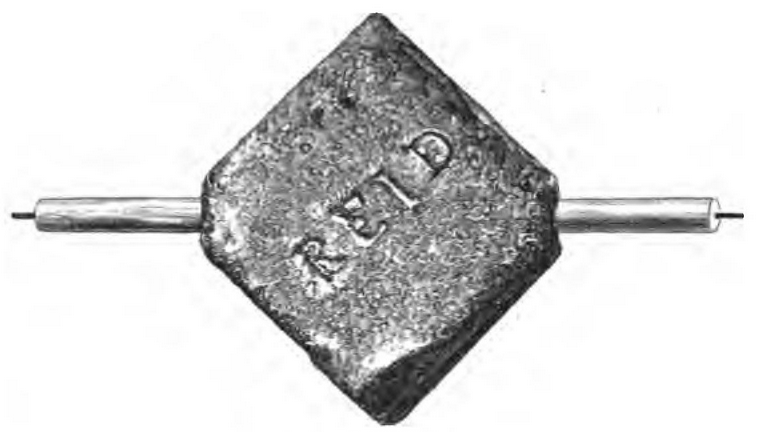
Das im Jahr 1850 durch den Ärmelkanal gezogene Seekabel bestand aus einem mit Guttapercha umhüllten Kupferdraht, der in regelmäßigen Abständen mit Blei beschwert war, damit er sicher absank und liegen blieb (1891)

In der Mitte des 19. Jahrhunderts, als die ersten Seekabel verlegt wurden (siehe auch: Telegrafenlinie Dover–Calais), gab es noch keine modernen Kunststoffe. Im Gegensatz zu Telegrafenkabeln an Land, die aus blanken Metalldrähten bestehen können, benötigen Seekabel aufgrund der elektrischen Leitfähigkeit des umgebenden Meerwassers jedoch zwingend eine gute Isolierung.
Gummi erwies sich als ungeeignet, da es sich in Salzwasser auflöste. Guttapercha hingegen, das ähnlich wie Naturkautschuk aus dem eingetrockneten, koagulierten Milchsaft von Sapotengewächsen hergestellt wurde, zeigte sich als bestens geeignet, lange bevor Kunststoffe, wie Polyethylen zum ersten Mal 1898 hergestellt wurden.

## Schriften (Auswahl)
- History of the introduction of gutta percha into England. In: Pharmaceutical Journal and Transactions. Band 6, 1846, S. 377–379 (englisch, google.de).